# Sage-Nunatakker
Die Sage-Nunatakker sind zwei eisfreie Nunatakker an der Dufek-Küste der antarktischen Ross Dependency. Sie ragen nördlich des Mount Justman und der Gabbro Hills am Südrand des Ross-Schelfeises auf.
Das Advisory Committee on Antarctic Names benannte sie 1966 nach Richard H. Sage, Bauarbeiter bei der United States Navy, der 1959 zur Überwinterungsmannschaft auf der Byrd-Station und 1964 zu derjenigen auf der Amundsen-Scott-Südpolstation gehört hatte.